# Hosjö församling
Hosjö församling var en församling i Västerås stift och i Falu kommun i Dalarnas län. Församlingen uppgick 2012 i Vika-Hosjö församling. 

## Administrativ historik
Hosjö församling bildades på 1300-talet som ett kapellag i Vika socken till Vika församling. Födelsebok finns sedan 1725. Hosjö blev kapellförsamling 1930, annexförsamling 1940 och var därefter till 2007 i pastorat med Vika församling som moderförsamling. Från 2007 till 2012 ingick församlingen i Falu pastorat för att 2012 uppgå i Vika-Hosjö församling.

## Befolkningsutveckling
| Befolkningsutvecklingen i Hosjö församling 1810–2020 | Befolkningsutvecklingen i Hosjö församling 1810–2020 | Befolkningsutvecklingen i Hosjö församling 1810–2020 | Befolkningsutvecklingen i Hosjö församling 1810–2020 | Befolkningsutvecklingen i Hosjö församling 1810–2020 |
| --- | ---------------------------------------------------- | ---------------------------------------------------- | ---------------------------------------------------- | ---------------------------------------------------- |
| |                                                      |                                                      |                                                      |                                                      |
| År |                                                      |                                                      | Folkmängd                                            |                                                      |
| 1810 | 1810                                                 |                                                      | 352                                                  |                                                      |
| 1820 | 1820                                                 |                                                      | 360                                                  |                                                      |
| 1830 | 1830                                                 |                                                      | 326                                                  |                                                      |
| 1840 | 1840                                                 |                                                      | 310                                                  |                                                      |
| 1850 | 1850                                                 |                                                      | 327                                                  |                                                      |
| 1860 | 1860                                                 |                                                      | 469                                                  |                                                      |
| 1870 | 1870                                                 |                                                      | 1 137                                                |                                                      |
| 1880 | 1880                                                 |                                                      | 1 726                                                |                                                      |
| 1890 | 1890                                                 |                                                      | 2 203                                                |                                                      |
| 1900 | 1900                                                 |                                                      | 1 985                                                |                                                      |
| 1910 | 1910                                                 |                                                      | 2 086                                                |                                                      |
| 1920 | 1920                                                 |                                                      | 1 913                                                |                                                      |
| 1930 | 1930                                                 |                                                      | 1 699                                                |                                                      |
| 1940 | 1940                                                 |                                                      | 1 475                                                |                                                      |
| 1950 | 1950                                                 |                                                      | 1 602                                                |                                                      |
| 1960 | 1960                                                 |                                                      | 2 124                                                |                                                      |
| 1970 | 1970                                                 |                                                      | 2 473                                                |                                                      |
| 1980 | 1980                                                 |                                                      | 2 959                                                |                                                      |
| 1990 | 1990                                                 |                                                      | 3 304                                                |                                                      |
| 2010 | 2010                                                 |                                                      | 3 436                                                |                                                      |
| 2020 | 2020                                                 |                                                      | 3 302                                                |                                                      |
| Anm: Källa: Umeå universitet - Tabellverket 1749-1859, Demografiska databasen, CEDAR, Umeå universitet, Befolkning per församling,Folkmängden per distrikt, landskap, landsdel eller riket efter kön. År 2015 - 2022. |                                                      |                                                      |                                                      |                                                      |

## Kyrkor
- Hosjö kyrka